# Patos!
Migration (bra/prt: Patos!) é um filme de animação digital do gênero comédia de aventura americano produzido pela Illumination e distribuído pela Universal Pictures. Dirigido por Benjamin Renner a partir de um roteiro escrito por Mike White.
Migration foi lançado em 22 de dezembro de 2023 nos Estados Unidos, pela Universal Pictures.

## Sinopse
Uma família de patos tenta convencer seu pai superprotetor a tirar férias.

## Elenco
- Kumail Nanjiani como Mack Mallard
- Elizabeth Banks como Pam Mallard
- Caspar Jennings como Dax Mallard
- Tresi Gazal como Gwen Mallard
- Danny DeVito como Uncle Dan
- Keegan-Michael Key como Delroy
- Awkwafina como Chump
- Carol Kane como Erin
- David Mitchell como GooGoo
- Isabela Merced como Kim

## Produção

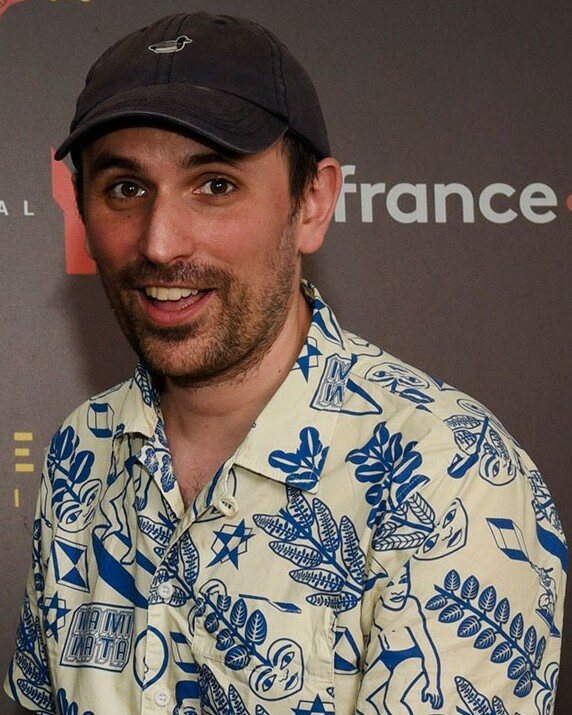
Benjamin Renner Annecy, 2023

Em 18 de fevereiro de 2022, a Illumination anunciou um novo filme intitulado Migration, com Benjamin Renner, diretor de Ernest & Celestine (2012) e A Raposa Má (2017), dirigindo, e Mike White escrevendo o roteiro.
O produtor do filme, Chris Meledandri, descreveu o filme como "muito bonito" e que "tem uma qualidade pictórica bem diferente de tudo o que fizemos na Illumination".

## Lançamento
Migration está agendado para ser lançado em 22 de dezembro de 2023 nos Estados Unidos, pela Universal Pictures. Ele foi provisoriamente agendado para ser lançado em 30 de junho de 2023.
Em Portugal, o filme foi lançado em 14 de dezembro de 2023.
No Brasil, o filme foi lançado em 4 de janeiro de 2024.

### Marketing
O teaser trailer do filme foi lançado junto de Super Mario Bros.: O Filme em 5 de março de 2023.